# Mario Wagner
Mario Wagner (* 1974 in Adenau) ist ein deutscher Illustrator.
Wagner absolvierte 1996–2002 ein Design-Studium an der FH Aachen mit dem Schwerpunkt Illustration. Ab 2002 arbeitete er als freier Künstler und Illustrator in Köln, arbeitet und lebt heute allerdings in San Francisco. Mario Wagners Werke sind unter anderem im New York Times Magazine, im Playboy als auch der Vanitiy Fair zu sehen gewesen. Für das New York Times Magazine ist er heute immer wieder für Auftragsarbeiten beschäftigt.
Zuletzt erlangte Mario Wagner einen neuen Grad an Popularität, da er als einer von 18 Künstlern bei dem Projekt Absolut Blank von Absolut Vodka mitmischte. Das Resultat ist eine Sonderedition namens Absolut Blank Edition Wagner.

## Ausstellungen
- 2005   „Aus dem Nichts“ Soloshow, Damen und Herren Galerie, Düsseldorf[3]
- 2005   „xhoxh4 Galerie IV“, Galerie xhoch4, Ingolstadt
- 2006   „Production Lines“, 4WALL, London
- 2006   „Illustrative06“, Berlin
- 2006   „New Voices“, London
- 2007   „Aqua Wynwood“, Aqua Art Miami, Miami
- 2007   „The 9 lives of Thomas Campbell“, Soloshow, Galerie Revolver, Düsseldorf
- 2007   „Illustrate“, 4WALL, London
- 2007   „Peepshow“, Galerie xhoch4, Ingolstadt
- 2007   „Illustrative07“, Berlin
- 2007   „Musee16“, Portland
- 2008   „Lost Art of Murder“, Cerasoli Gallery, Culver City
- 2008   „Nur zu Besuch“, Feinkunst Krüger, Hamburg
- 2008   „Letters to the editor“, Fifty24SF Gallery, San Francisco
- 2009   Art Basel Miami 2009, Miami, USA
- 2009   Gallery Heist, San Francisco, USA
- 2009   Cinders Gallery, New York, USA
- 2009   Cerasoli Gallery, Los Angeles, USA
- 2009   2Agenten Gallery, Berlin, Germany
- 2009   ROJO® Ocho Global Group Exhibition, Barcelona, Spain
- 2009   „First Things First“, 111Minna Gallery, San Francisco, USA
- 2010   NADA Art Fair, Pool Gallery, Miami, USA
- 2010   Anniversary Show Gallery Heist, San Francisco, USA
- 2010   „Blowin Up The Spot“ NeonChocolate Gallery, Berlin, Germany
- 2010   „Observed by Clouds“, Gallery Heist, San Francisco, USA
- 2010   „Cutters2010“, Pool Gallery, Berlin, Germany
- 2010   „Retroism“, Retrospect Gallery, Byron Bay, Australia
- 2010   „Excellent Condition“, 111Minna Gallery, San Francisco, USA
- 2010   „Today is L.A. 3010“, WWA Gallery, Los Angeles, USA
- 2010   „Extraordinary Mistakes“, Janinebeangallery, Berlin, Germany
- 2010   „Get it together again“, Cultural Center Gallery, Chicago, USA
- 2010   ArtWhino G40, Washington DC, USA
- 2011   „The Future Is Not What It Used To Be“, LeBasse Projects, Los Angeles, USA
- 2011   „Cluster10“, Lazarides Gallery, Newcastle, UK

## Publikationen
- Freistil 1, 2, 3
- Illusive2, Die Gestalten Verlag
- Illustration Now 2, Taschen Verlag
- 3x3 Illustration Annual Issue 4, 5
- 3x3 Illustration Directory ILLO 08, 09
- Castle Magazine
- Digital Arts
- DPI Magazine
- IdN Magazine
- JPeople
- Juxtapoz Magazine
- ROJO Magazine
- Carne Magazine
- Computer Arts Magazine
- Cutting Edges - Contemporary Collage, Die Gestalten Verlag
- Digital Arts
- DPI Magazine
- JPeople
- Neustart - The future of German graphic design
- SUSHI
- Source Book of Illustration, MaoMao Publications
- Varoom Magazine